# Famille de Ginestous
 (février 2024).
Si vous disposez d'ouvrages ou d'articles de référence ou si vous connaissez des sites web de qualité traitant du thème abordé ici, merci de compléter l'article en donnant les références utiles à sa vérifiabilité et en les liant à la section « Notes et références ».
La famille de Ginestous est une famille de la noblesse française subsistante sur preuves de 1255.
Originaire du Languedoc, elle compte parmi ses membres des militaires au service des armées royales, dont plusieurs officiers généraux.
La branche aînée a été calviniste aux XVIe et XVIIe siècles.

## Histoire

### Personnages non rattachés à la famille actuelle
Un Benoît de Ginestous est cité dès le 4 février 988 dans le testament de Fulcran de Lodève, puis des Ginestous figurent parmi les vassaux de la Maison Trencavel, d'Albi à Agde et Nîmes, tout au long du XIIe siècle. Guillaume de Ginestous est témoin vers 1130 dans une charte de donation à la cathédrale Sainte-Cécile d’Albi. Guillaume Pierre de Ginestous est cité en 1165, près de Montpellier, comme témoin avec Pons de Mèze. Vers 1170, l’Ordre de Saint-Jean de Jérusalem est bénéficiaire de deux donations de fiefs voisins, appelés de Ginestous et Caiset de Ginestous, au sud de Rodez, à faible distance des Cévennes. La première donation est consentie par Pierre Aldebert et ses frères, et la seconde par Guillaume et Pons de Ginestous, dans les deux cas en échange d’une « libéralité en deniers », vraisemblablement liée à un départ en Terre sainte. Hugues de Ginestous, chevalier, est cité le 2 septembre 1181 à Albi, lorsqu’il y prête serment de fidélité, conjointement avec d’autres seigneurs, à Roger II Trencavel, avec promesse de le servir contre le comte de Toulouse. Guillaume de Ginestous est cité en 1202 comme frère utérin de Fulcran, vicomte de Mèze et seigneur de Florensac, près d'Agde.[réf. nécessaire]
La filiation débute le 13 septembre 1215, avec Raymond de Ginestous (né vers 1150), seigneur de Galan, qui, donne alors ce fief à son fils aîné Raymond II (né vers 1180), marié vers 1205 à Marie de Roquedur. Un petit-fils de ce ménage, Raymond III de Ginestous (vers 1230 + après 1295), co-seigneur de Galan, fils de Gaucelme de Ginestous, épouse avant 1250 Aigline de Madières (+ après 1281), dame de Montdardier et Madières par donation paternelle de novembre 1250. Ces deux dernières propriétés ont appartenu aux Ginestous jusqu'à la fin du XIXe siècle, et le château de Montdardier demeure dans leur postérité féminine.
De 1209 à 1243, des membres de cette famille participent aux phases successives de résistance de la Maison Trencavel, puis de la Maison de Toulouse durant la guerre des Albigeois.

### Filiation prouvée de la famille de Ginestous
Pendant la guerre de Cent Ans les Ginestous des Basses Cévennes prennent parti pour les rois d'Angleterre.
La branche aînée, de Montdardier, se convertit au calvinisme au XVIe siècle, n'abjure qu'avec la révocation de l'édit de Nantes, et s'éteint dans les mâles peu après. La branche cadette, de Saint-Maurice, est au contraire catholique.
Des membres de la branche de Vernon et de la Tourrette, benjamine, fixée en Vivarais, servent à la Cour sous Louis XIII. Des membres de celle de Saint-Maurice, demeurée dans les Cévennes, ne servent à la Cour qu'à partir de la fin du règne de Louis XIV, époque où cette branche s'établit aussi en ville, à Montpellier (rameau subsistant) et au Vigan (rameau de Bosgros).
En 1762, la branche de Vernon s'éteint à la mort de Louis de Ginestous, tué d'un coup de canon sur la frégate Loyseau.
En 1851 Fernand de Ginestous (1823 + 1885) tue en duel à Montpellier le journaliste Aristide Ollivier, frère d'Émile Ollivier
 .

## Personnalités

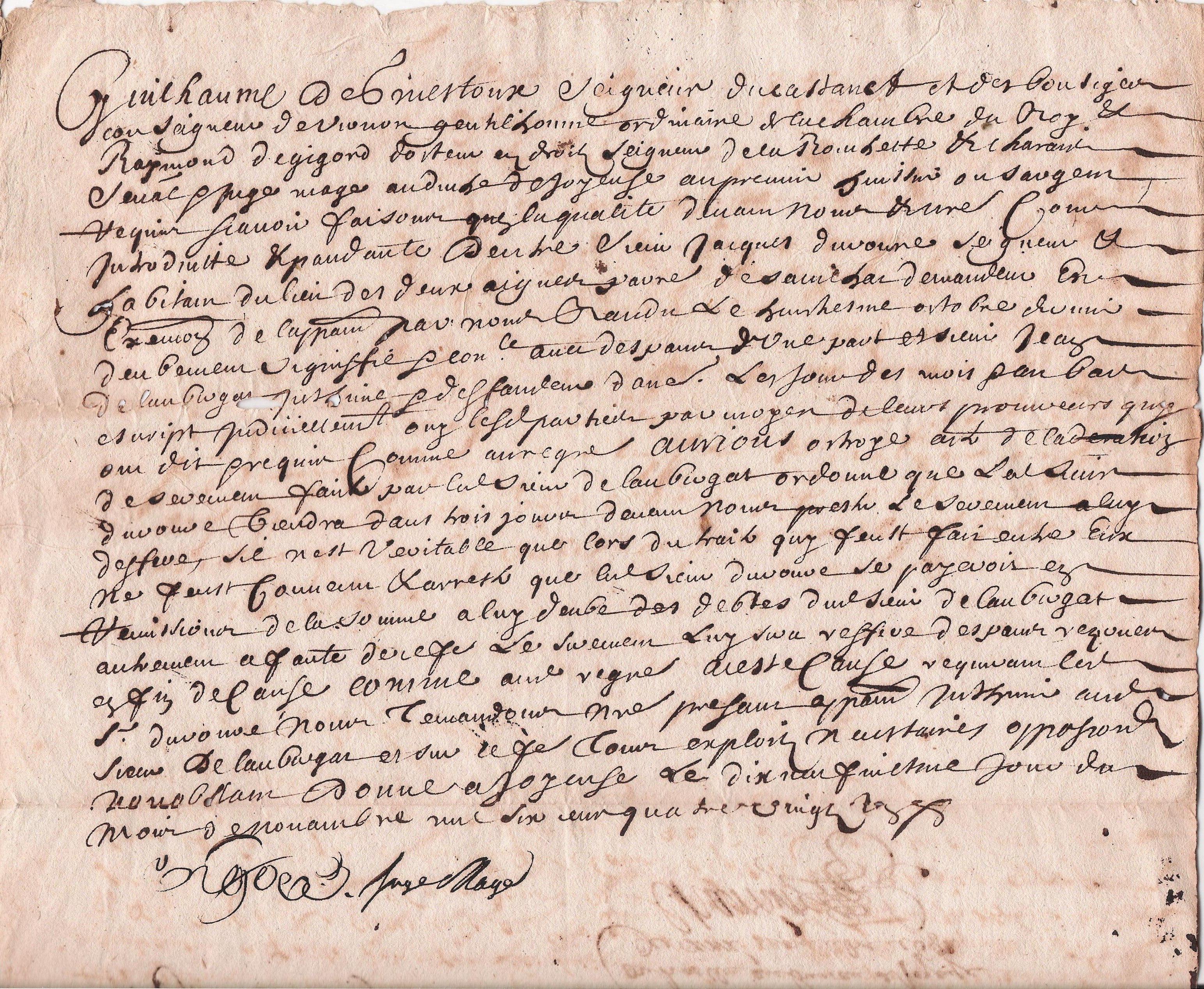
Guillaume de Ginestoux

- Pierre (vers 1570 + 1648), seigneur de Saint-Maurice, officier de cavalerie, participe aux premières répressions contre les protestants des Cévennes. Marié en 1600 à Marie de Roquefeuil, il est l'ancêtre commun du rameau du Castellet et de La Liquisse (subsistant) et du rameau de Bosgros (éteint dans les mâles en 1901).
- Jacques, seigneur de Vernon, gouverneur et bailli du duché de Joyeuse, président des états de Vivarais (1618), capitaine de cent hommes de pied (1621).
- Annet, seigneur de Vernon, capitaine d’infanterie (1621), gouverneur et bailli du duché de Joyeuse, président des états de Vivarais (1638-1670), gentilhomme de la chambre du roi (1645).
- Just Henri (vers 1595 + 1674), « 1er marquis de la Tourrette » (vers 1632), maréchal de camp de cavalerie (1652).
- Gabriel Antoine (né vers 1600), son frère cadet, seigneur de Saint Cierge, mestre de camp de cavalerie, brigadier des armées du roi (1655), maréchal de camp.
- Just Henri (vers 1635 + 1698), « 2e marquis de la Tourrette », colonel du régiment de la Tourrette infanterie (1689).
- N. de Ginestous (+ 1689, tué au siège de Bonn), sieur du Puy, protestant, émigré en Prusse, commandant les grands mousquetaires de Prenzlau.
- Gabriel, mestre de camp de cavalerie (= colonel) en 1655.
- Charles (1682 + 1742, tué près de Prague), du rameau de Bosgros, sieur des Gravières, page de la petite écurie (1695), chevalier de Saint Louis, lieutenant colonel (1734), mestre de camp de cavalerie (1735). « Le brave des Gravières » (Louis XV). Lorsqu'il est tué au combat en Bohème, en 1742, le roi fait son éloge et déclare qu'«il perdoit un des meilleurs officiers de cavalerie qu'il eut».
- François, chevalier d’Argentières (1688 + 1742, tué en Bohême), frère du précédent, capitaine puis lieutenant-colonel au régiment Colonel général de cavalerie, major de la ville d’Angoulême, chevalier de Saint-Louis.
- François Armand (1723 + 1783), baron de la Liquisse et seigneur de Marou, appelé le baron de Ginestous, est membre des états de Languedoc en 1780.
- Jean André César de Ginestous (1725 + 1810), du rameau de Bosgros, gouverneur et viguier du Vigan. En 1776, avec un autre viganais, le docteur Rouger, il envisage de fonder au Vigan une compagnie d'amateurs groupée autour d'un cabinet d'antiques. Sa création a été ensuite plusieurs fois évoquée au XIXe siècle sans pour autant voir le jour. L'idée sera reprise et réalisée en 2006 avec la création de l'Académie des Hauts Cantons. Il obtient l'érection de ses terres en marquisat de Ginestous en 1752, en raison des services rendus par sa famille[réf. nécessaire]. Il est l'arrière-grand-père en ligne naturelle du commandant Esterhazy.
- Joseph Louis (1731 + 1819), « comte des Gravières », frère cadet du précédent, sous-lieutenant (1743, sic), capitaine (1745), chevalier de Saint-Louis (1758), commandant de compagnie (1759), major (1770), lieutenant-colonel (1771), mestre de camp (1772), retiré du service, emprisonné, puis émigré (1793).
- Jean François (1751 + 1834), « 2e marquis de Ginestous » (1814) mais connu sous le titre de comte jusqu’à sa mort, sous-lieutenant des gardes du corps du roi (1783), colonel de cavalerie (1788), émigré (1791), lieutenant des gardes du corps du roi et maréchal de camp (1814), chevalier (1784) puis commandeur de Saint Louis (1815).
- Jean Marie Louis (1753 + 1814), frère cadet du précédent, chevalier de Ginestous, commandeur de l’ordre de Malte, colonel de cavalerie (1788), émigré en Russie, major général russe (1798), puis lieutenant des gardes du corps du roi (1814), mort avant d’être promu maréchal de camp (1814).
- Anne Eugène (1763 + 1823), « baron de la Liquisse », appelé le comte de Ginestous, page de la comtesse d'Artois (1777-1781), puis capitaine au régiment Royal Piémont cavalerie (1784), émigré à l'armée des Princes, chevalier de Saint-Louis (1814).
- Eugène (1790 + 1861), appelé le vicomte de Ginestous, capitaine au 1er régiment de cuirassiers de la Garde, avec rang de chef d’escadron, puis lieutenant-colonel de cavalerie (démissionnaire en 1830), reçoit comme présent du duc de Berry, peu après 1818, un portrait intitulé Marie Antoinette en robe de velours bleu, peint par Élisabeth Vigée Le Brun en 1788.
- Roger (1797 + 1884), garde du corps du roi (1814), colonel de la garde nationale du Vigan (1830), maire du Vigan, conseiller général, sous-préfet du Gard (1831-34), officier de la Légion d’honneur (1866). Son fils, Raymond (1849 + 1901), meurt en Argentine, sans postérité masculine.
- Guy (1870 + 1954), saint-cyrien, capitaine d'infanterie, puis administrateur de sociétés.
- Jean (1906 + 1982), ingénieur centralien, officier de réserve, évadé en mars 1941 du camp d’Hoyerswerda (oflag IV-D), en Saxe, chevalier de la Légion d'honneur, croix de guerre 1939-1945.

Plusieurs viguiers et gouverneurs de la ville du Vigan ; un viguier de la ville de Marseille ; une vingtaine de capitaines d’infanterie et de cavalerie sous les Bourbons ; une dizaine de chevaliers de Saint-Louis (vers 1703, 1709 et 1710, en 1758, 1773 et 1784, deux en 1814 ; un commandeur de l'ordre en 1815), autres chevaliers de Saint-Louis que ceux cités plus haut : Jean (1693 + 1775) ; Henry Fulcrand (1734 + 1788), en 1773 ; Jean André César (1725 + 1810), en 1768 ; Jean Marie François (1766 + 1854), en 1814 ; des chevaliers de la Légion d’honneur (1815, 1821, 1889, 1892, vers 1945, un officier de l'ordre en 1866).[réf. nécessaire]

## Possessions
- Le château de Galon (ou de Galan), à Sumène, qui est la plus ancienne résidence connue de cette famille.
- Le château de Madières, à Rogues, qui leur a appartenu de 1250 à 1887[2].
- Le château de Montdardier qu'ils possédèrent dès 1250[3].
- Le château de Rogues[4]
- Le château de La Valette, à Bez-et-Esparon.
- L'hôtel de Ginestous au Vigan, érigé au milieu du XVIIe siècle. Propriété des Ginestous jusqu'en 1884. Il abrite un salon du XVIIIe siècle remarquable. L'hôtel de Ginestous est aujourd'hui la propriété de la Caisse d'Epargne et abrite l'antenne du Parc national des Cévennes au Vigan[5],[6].
- Le château et les terres de Vernon (Ardèche).
- Le mas de Marou et la tour de la Liquisse à Causse-de-la-Selle (Hérault), venus par alliance en 1688.
- L'hôtel de Ginestous ou d'Hortolès, à Montpellier

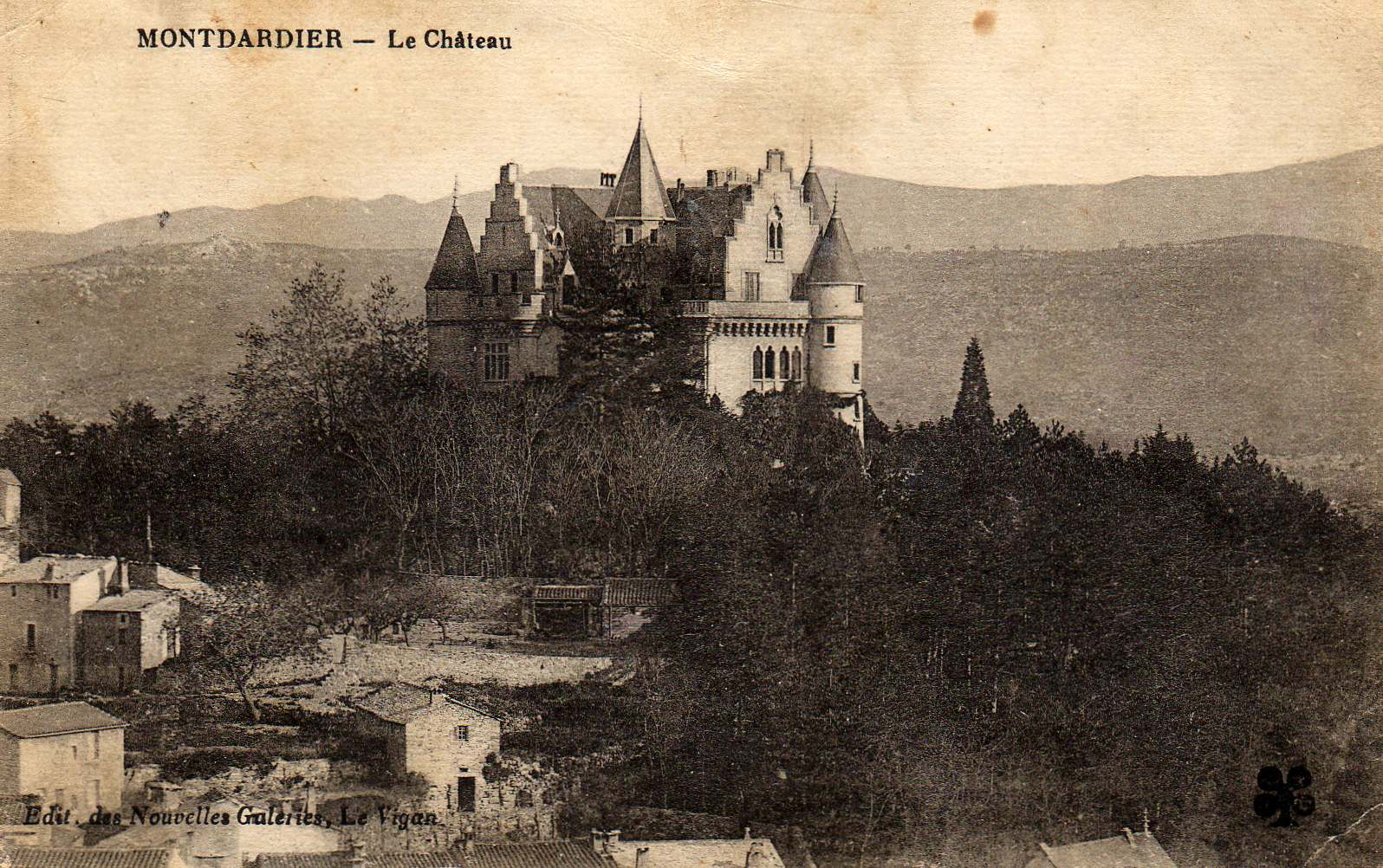
Le château de Montdardier.
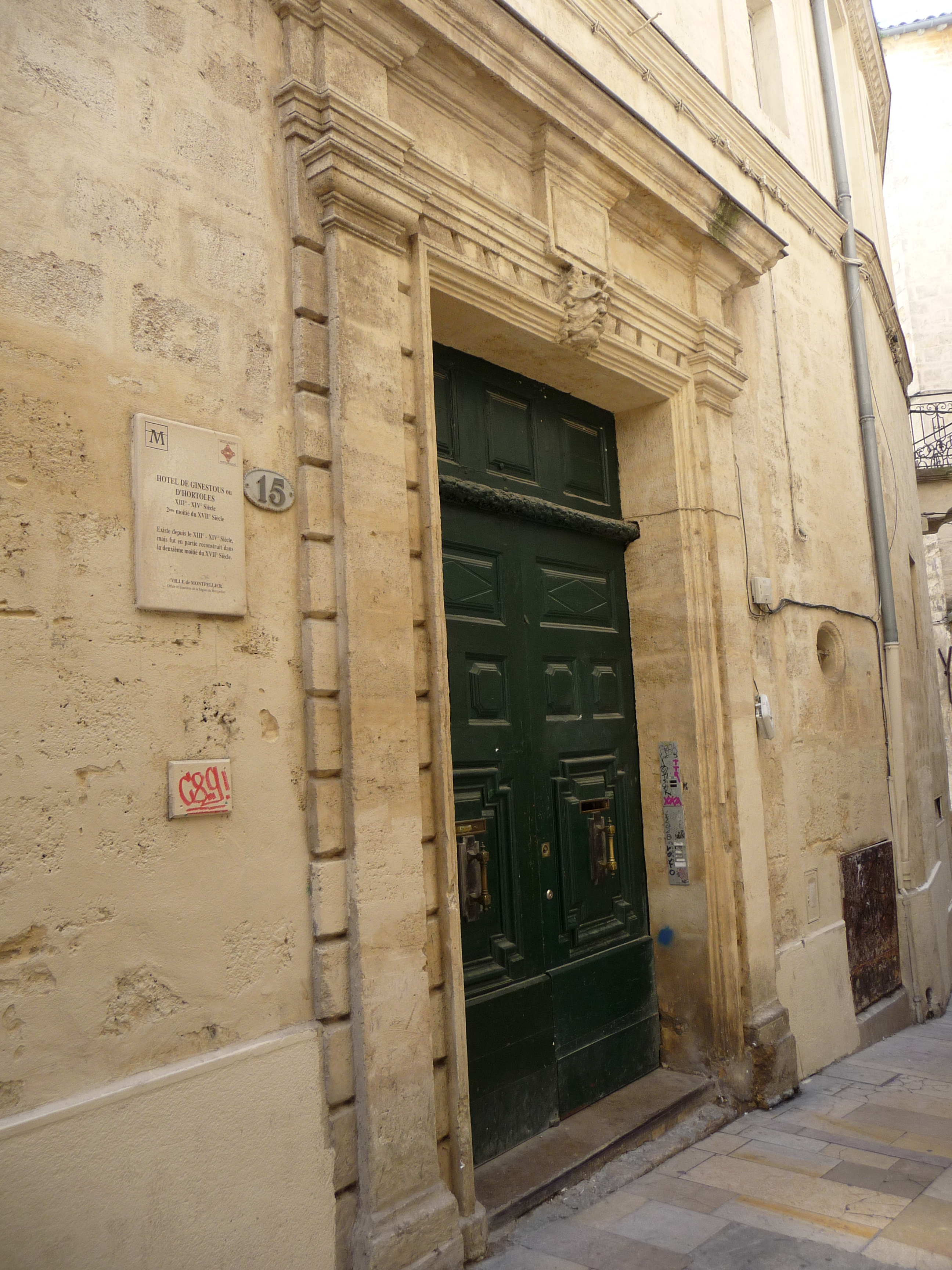
Hôtel de Ginestous ou d'Hortolès.
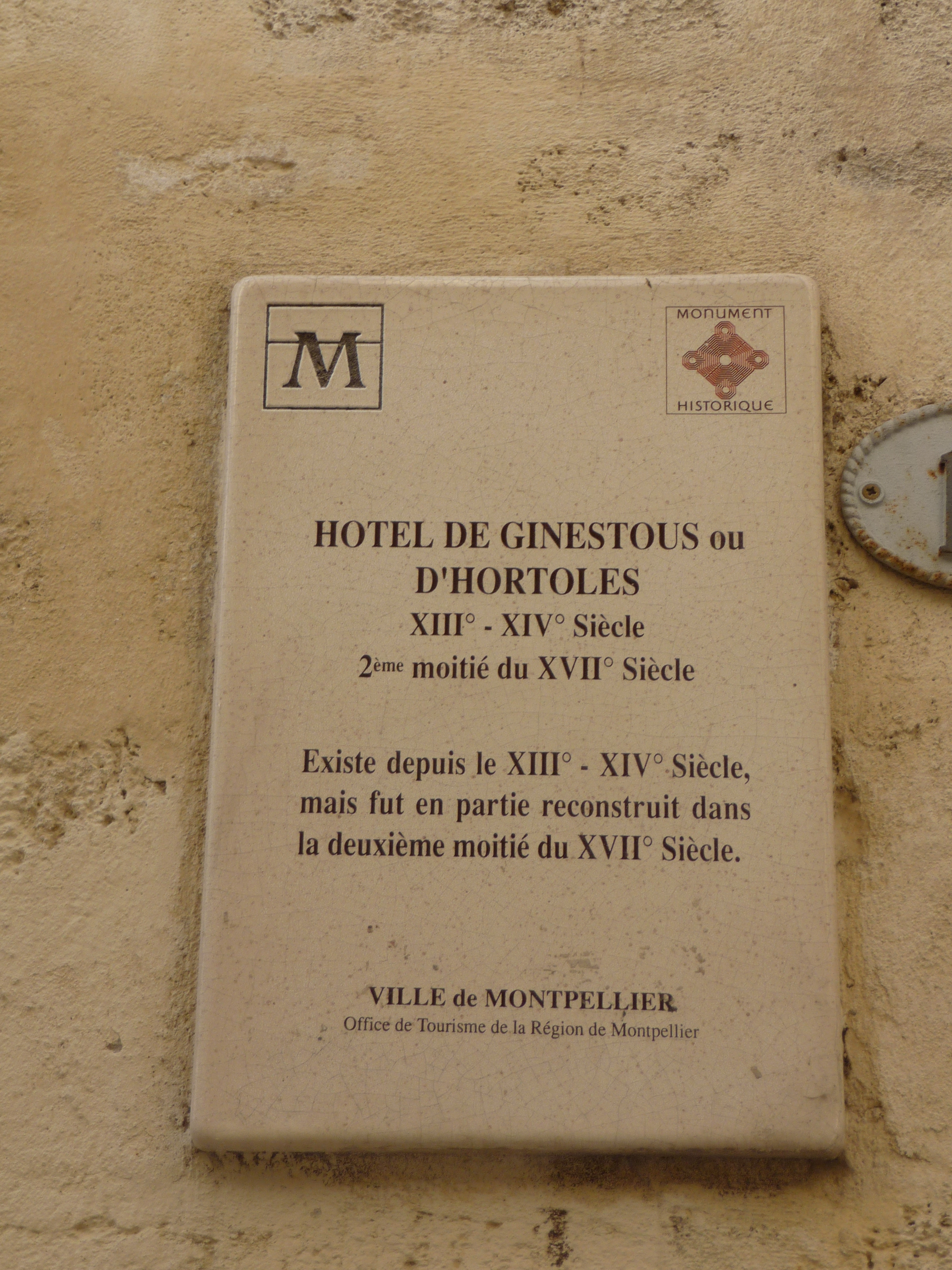
Plaque à l'entrée sur la rue.

## Titres et fiefs
- Marquis de Ginestous Saint-Étienne (vers 1728)
- Marquis de Ginestous (lettres patentes de 1752, branche d’Argentières)
- Comtes de Vernon (vers 1711)
- Barons d’Aleyrac (vers 1570), de Moissac (vers 1654), de Chalançon (vers 1665), de Saint-Étienne (vers 1685), de la Liquisse (1767).
- Seigneurs de Montdardier (13e), de Galan (13e), de Roquedur (13e), de Madières (13e), de Saint-Maurice-Navacelles, de la Jurade, des Plantiers, du Castelet, de Marou, d’Argentières, de Bosgros, de Ferrières, de Montoulieu, de Ginestous, d’Arpailhargues, de la Bastide, de Saint Vincent, de Bosas, de Saint Cierge, de Vernon, de la Rouvière, Comiac, Logrian, la Tour, Saint-Jean de Fos, les Gravières, Galargue, Sauve, Gluyras, Vausèche, Pailleret, le Beaucels, la Cadière, Aumessas.

Les titres portés par cette famille sont des titres de courtoisie.

## Armoiries
| Famille de Ginestous | Famille de Ginestous D'or au lion de gueules, armé et lampassé de sable[réf. nécessaire] Famille de Ginestous de Montdardier Ecartelé au 1er et 4e d’or au lion rampant de gueules, armé et lampassé de sable (qui est de Ginestous) ; au 2e et 3e d’argent à trois fasces crénelées de trois pièces de gueules (qui est de Montdardier). | Famille de Ginestous de Montdardier |

## Devises
- nec vi nec metu (ni par la force, ni par la crainte)[réf. nécessaire]
- stabit atque florebit (il se tiendra debout et il fleurira)[7]

#### Ouvrages récents
- Henri Jougla de Morenas, Grand armorial de France[réf. incomplète].
- Thierry Ribaldone, « Le château de Galan à Sumène. Berceau de la famille de Ginestous », Cévennes Magazine, 2006, no 1352, p. 3-8.
- Fernand de Saint-Simon et Étienne de Séréville, Dictionnaire de la noblesse française, 1975[réf. incomplète].
- Hubert de Vergnette de Lamotte, Les Ginestous et leurs alliances en Languedoc (Cévennes et Vivarais), Versailles, 2003.

#### Ouvrages anciens
- La Chenaye-Desbois, Dictionnaire de la Noblesse,  (Paris, 1774)
- Régis Valette, Catalogue de la noblesse française subsistante, 2002, page 93
- Bottin mondain
- Pieces fugitives, pour servir à l'histoire de France avec des notes historiques[réf. incomplète].
- NOUVEAU D'HOZIER. Gilbert-Girardot. | Gallica (bnf.fr)
- Louis de La Roque, Armorial de la noblesse de Languedoc, 1860 (lire en ligne), p. 315